# Lijst van voetbalinterlands Koeweit - Noord-Korea
Deze lijst van voetbalinterlands is een overzicht van alle officiële voetbalwedstrijden tussen de nationale teams van Koeweit en Noord-Korea. De landen speelden tot op heden veertien keer tegen elkaar. De eerste ontmoeting, een kwalificatiewedstrijd voor het Wereldkampioenschap voetbal 1974, werd gespeeld in Teheran (Iran) op 8 mei 1973. Het laatste duel, een vriendschappelijke wedstrijd, vond plaats op 31 oktober 2014 in Dubai (Verenigde Arabische Emiraten).

## Wedstrijden
| №  | Plaats      | Datum             | Competitie             | Wedstrijd             | Uitslag |
| -- | ----------- | ----------------- | ---------------------- | --------------------- | ------- |
| 1  | Teheran     | 8 mei 1973        | WK 1974 kwalificatie   | Noord-Korea – Koeweit | 0 – 0   |
| 2  | Teheran     | 15 mei 1973       | WK 1974 kwalificatie   | Noord-Korea – Koeweit | 0 – 2   |
| 3  | Teheran     | 9 september 1974  | Aziatische Spelen 1974 | Noord-Korea – Koeweit | 2 – 0   |
| 4  | Bangkok     | 20 december 1978  | Aziatische Spelen 1978 | Noord-Korea – Koeweit | 2 – 2   |
| 5  | New Delhi   | 1 december 1982   | Aziatische Spelen 1982 | Koeweit – Noord-Korea | 3 – 2   |
| 6  | Koeweit     | 13 september 1998 | Vriendschappelijk      | Koeweit − Noord-Korea | 4 − 0   |
| 7  | Shanghai    | 5 augustus 2001   | Vriendschappelijk      | Noord-Korea – Koeweit | 1 – 1   |
| 8  | Beijing     | 2 februari 2005   | Vriendschappelijk      | Noord-Korea – Koeweit | 0 – 0   |
| 9  | Zes Oktober | 24 december 2010  | Vriendschappelijk      | Koeweit – Noord-Korea | 2 – 1   |
| 10 | Zes Oktober | 27 februari 2010  | Vriendschappelijk      | Koeweit − Noord-Korea | 2 − 2   |
| 11 | Koeweit     | 10 augustus 2011  | Vriendschappelijk      | Koeweit − Noord-Korea | 0 − 0   |
| 12 | Changsha    | 12 februari 2012  | Vriendschappelijk      | Noord-Korea − Koeweit | 1 − 1   |
| 13 | Koeweit     | 6 september 2013  | Vriendschappelijk      | Koeweit − Noord-Korea | 2 − 1   |
| 14 | Dubai       | 31 oktober 2014   | Vriendschappelijk      | Noord-Korea − Koeweit | 0 − 1   |

## Samenvatting
| Competitie        | Totaal gespeeld | Winst Koeweit | Gelijk | Winst Noord-Korea | Doelsaldo Koeweit – Noord-Korea |
| ----------------- | --------------- | ------------- | ------ | ----------------- | ------------------------------- |
| WK-kwalificatie   | 2               | 1             | 1      | 0                 | 2 − 0                           |
| Aziatische Spelen | 3               | 1             | 1      | 1                 | 5 − 6                           |
| Vriendschappelijk | 9               | 4             | 5      | 0                 | 13 − 6                          |
| Totaal            | 14              | 6             | 7      | 1                 | 20 − 12                         |

KFA · A-internationals · Bondscoaches · Statistieken · Koeweits vrouwenelftal · Koeweit U21 · Koeweit U20 · Koeweit U19 · Koeweit U18 · Koeweit U17
1960 – 1969 · 
1970 – 1979 · 
1980 – 1989 · 
1990 – 1999 · 
2000 – 2009 · 
2010 – 2019 ·
2020 − 2029
WK 1982
OS 1980 ·
OS 1992 ·
OS 2000
1961 · 
1962 · 
1963 · 
1964 · 
1965 · 
1966 · 
1967 · 
1968 · 
1969 · 
1970 · 
1971 · 
1972 · 
1973 · 
1974 · 
1975 · 
1976 · 
1977 · 
1978 · 
1979 · 
1980 · 
1981 · 
1982 · 
1983 · 
1984 · 
1985 · 
1986 · 
1987 · 
1988 · 
1989 · 
1990 · 
1991 · 
1992 · 
1993 · 
1994 · 
1995 · 
1996 · 
1997 · 
1998 · 
1999 · 
2000 · 
2001 · 
2002 · 
2003 · 
2004 · 
2005 · 
2006 · 
2007 · 
2008 · 
2009 · 
2010 · 
2011 · 
2012 · 
2013 ·
2014 ·
2015 ·
2016 ·
2017 ·
2018 ·
2019 ·
2020 ·
2021 ·
2022
Afghanistan ·
Algerije ·
Armenië ·
Australië ·
Azerbeidzjan ·
Bahrein ·
Bangladesh ·
Bhutan ·
Bosnië en Herzegovina ·
Bulgarije ·
Cambodja ·
China ·
Colombia · 
Cyprus ·
DDR ·
Duitsland ·
Ecuador ·
Egypte ·
Engeland ·
Filipijnen ·
Finland ·
Frankrijk ·
Hongarije · 
Hongkong ·
IJsland ·
India ·
Indonesië ·
Irak ·
Iran ·
Ivoorkust ·
Japan ·
Jemen ·
Jordanië ·
Kameroen ·
Kazachstan ·
Kenia ·
Kirgizië ·
Laos ·
Letland ·
Libanon ·
Libië ·
Litouwen ·
Macau ·
Maleisië ·
Mali ·
Malta ·
Marokko ·
Mongolië ·
Myanmar ·
Nepal ·
Nieuw-Zeeland ·
Noord-Korea ·
Noorwegen ·
Oeganda ·
Oezbekistan ·
Oman ·
Pakistan ·
Palestina ·
Polen ·
Portugal ·
Qatar ·
Saoedi-Arabië ·
Singapore ·
Slowakije ·
Soedan ·
Sovjet-Unie ·
Syrië ·
Tadzjikistan ·
Taiwan ·
Thailand ·
Trinidad en Tobago ·
Tsjechië ·
Tsjecho-Slowakije ·
Tunesië ·
Turkmenistan ·
Verenigde Arabische Emiraten ·
Verenigde Staten ·
Vietnam ·
Wales ·
Zambia ·
Zimbabwe ·
Zuid-Korea ·
Zuid-Vietnam
Engeland (1982) · 
Frankrijk (1982) · 
Tsjecho-Slowakije (1982)
DPR Korean Football Association · A-internationals · Selecties · Bondscoaches · Noord-Koreaans vrouwenelftal · Noord-Korea U21 · Noord-Korea U20 · Noord-Korea U19 · Noord-Korea U18 · Noord-Korea U17
1959 – 1969 · 
1970 – 1979 · 
1980 – 1989 · 
1990 – 1999 · 
2000 – 2009 · 
2010 – 2019
AC 1980 ·
AC 1992 ·
AC 2011 ·
AC 2015
WK 1966 ·
WK 2010
OS 1964 ·
OS 1976
1959 ·
1960 ·
1961–1964 · 
1965 ·
1966 ·
1967–1972 · 
1973 ·
1974 ·
1975 ·
1976 ·
1977 · 
1978 ·
1979 ·
1980 ·
1981 ·
1982 ·
1983–1984 · 
1985 ·
1986 ·
1987 · 
1988 ·
1989 ·
1990 ·
1991 ·
1992 ·
1993 ·
1994–1997 · 
1998 ·
1999 ·
2000 ·
2001 ·
2002 ·
2003 ·
2004 ·
2005 ·
2006 · 
2007 ·
2008 ·
2009 ·
2010 ·
2011 ·
2012 ·
2013 ·
2014 ·
2015 ·
2016 ·
2017
Afghanistan ·
Australië · 
Bahrein · 
Bangladesh · 
Bolivia · 
Brazilië · 
Bulgarije ·
Burkina Faso ·
Cambodja · 
Canada · 
Chili · 
China · 
Congo-Brazzaville · 
Egypte · 
Filipijnen · 
Finland · 
Griekenland · 
Guam · 
Guinee ·
Hongkong · 
India · 
Indonesië · 
Irak · 
Iran · 
Italië · 
Ivoorkust · 
Japan · 
Jemen · 
Jordanië · 
Kazachstan · 
Kirgizië · 
Koeweit · 
Letland · 
Libanon · 
Macau · 
Maleisië · 
Mali · 
Mexico · 
Mongolië · 
Myanmar · 
Nepal · 
Nigeria · 
Noorwegen · 
Oezbekistan · 
Oman · 
Pakistan ·
Palestina · 
Paraguay ·
Polen · 
Portugal · 
Qatar · 
Saoedi-Arabië · 
Singapore · 
Sovjet-Unie · 
Sri Lanka · 
Syrië · 
Tadzjikistan · 
Taiwan · 
Thailand · 
Turkmenistan · 
Venezuela · 
Verenigde Arabische Emiraten · 
Verenigde Staten · 
Vietnam · 
Zambia · 
Zuid-Afrika · 
Zuid-Korea · 
Zweden
Ivoorkust (2010) ·